# Solteq
Solteq Oyj est un fournisseur des services informatiques et de solutions logicielles, spécialisé dans la numérisation des entreprises et les logiciels spécifiques à l'industrie. 

## Présentation
Les clients d'Olteq sont dans le commerce de détail, l'industrie manufacturière, l'énergie et les services. 
La société a des bureaux en Finlande (Vantaa, Tampere, Jyväskylä, Kuopio, Seinäjoki, Turku), en Suède (Stockholm, Karlstad), en Norvège (Billingstad), au Danemark (Copenhague, Århus, Odense), en Pologne (Wrocław) et au Royaume-Uni (Londres),.

## Organisation
Le groupe Solteq Oyj a les filiales (et sous filiales) suivantes (à 100 %):
- Analyteq Oy, Finlande
- Aponsa AB, Suède   
  - Sia Aponsa, Lettonie
  - Solteq Sweden AB, Suède
- Solorus Holding Oy, Finlande
- Solteq Finance Oy, Finlande
- Solteq Poland Sp. z.o.o., Pologne
- Qetlos Oy, Finlande
- Solteq Denmark A/S, Danemark  
  - Solteq Digital UK Ltd, Grande-Bretagne
  - Solteq Norway AS, Norvège
  - Theilgaard Mortensen Sverige AB, Suède

## Actionnaires
Au 29 février 2020, les plus grands actionnaires du groupe Solteq  sont:
| #  | Actionnaire                  | Actions    | %     |
| -- | ---------------------------- | ---------- | ----- |
| 1  | Sentica Partners (fi)        | 4 621 244  | 23,94 |
| 2  | Profiz Business Solution Oyj | 2 051 997  | 10,63 |
| 3  | Elo                          | 2 000 000  | 10,36 |
| 4  | Ali Urhan Saadetdin          | 1 403 165  | 7,27  |
| 5  | Varma                        | 1 245 597  | 6,45  |
| 6  | Seppo Tapio Aalto            | 700 000    | 3,63  |
| 7  | Matti Juhani Roininen        | 450 000    | 2,33  |
| 8  | Olli Pekka Väätäinen         | 400 000    | 2,07  |
| 9  | Lamy Oy                      | 225 000    | 1,17  |
| 10 | Sentica Partners             | 180 049    | 0,93  |
|    | Total [1-20]                 | 14 457 004 | 74,88 |